# ارس یوتا
ارس یوتا (نام علمی: Juniperus osteosperma) نام یک گونه از سرده ارس است.